# Walter Koenig
Walter Marvin Koenig (nacido el 14 de septiembre de 1936 en Chicago, Illinois) es un actor estadounidense, escritor, profesor y director. Su trabajo más conocido son las interpretaciones de Chekov en Star Trek y de Bester en la serie Babylon 5.

## Vida
Koenig (pronunciado /keɪnɪg/) es descendiente de judíos rusos; su familia vivía en Lituania cuando emigraron y cambiaron el apellido de Koenigsberg a Koenig. 
Se casó en 1965 con Judy Levitt y tuvieron un hijo, Josh Andrew Koenig, y una hija, Danielle Koenig, una de las escritoras de la serie animada Invader Zim. 
En 1993 tuvo que dejar temporalmente su papel en Babylon 5 tras ser operado del corazón.

## Filmografía parcial
- 1979 - Star Trek: La película como Pavel Chekov.
- 1982 - Star Trek II: La ira de Khan como Pavel Chekov.
- 1984 - Star Trek III: En busca de Spock como Pavel Chekov.
- 1986 - Star Trek IV: Misión: salvar la Tierra como Pavel Chekov.
- 1989 - Star Trek V: La Última Frontera como Pavel Chekov.
- 1991 - Star Trek VI: Aquel país desconocido como Pavel Chekov.
- 1994 - Star Trek VII: La próxima generación como Pavel Chekov.